# زاون دیلانیان
زاون کریستاپوری دیلانیان (ارمنی: Զավեն Քրիստափորի Դիլանյան؛  زادهٔ ۱۱ مارس ۱۹۰۳ - درگذشته ۱ دسامبر ۱۹۹۰) دانشمند، استاد اهل ارمنستان بود.

## زندگی‌نامه
وی در ۲۳ مارس [سبک قدیمی: ۱۱ مارس] ۱۹۰۳ در تفلیس به دنیا آمد و از دانشگاه فنی گرجستان (۱۹۲۷) و آکادمی دولتی صنعت شیر وولوگدا؟ (۱۹۲۹) فارغ‌التحصیل گشت. همچنین برندهٔ جوایزی همچون نشان لنین، نشان پرچم سرخ کار، نشان برجسته افتخار و دانشمند شایسته ارمنستان شوروی (۱۹۶۱) شده است. وی در ۱ دسامبر ۱۹۹۰ در سن ۸۷ سالگی در ایروان درگذشت.

## نگارخانه

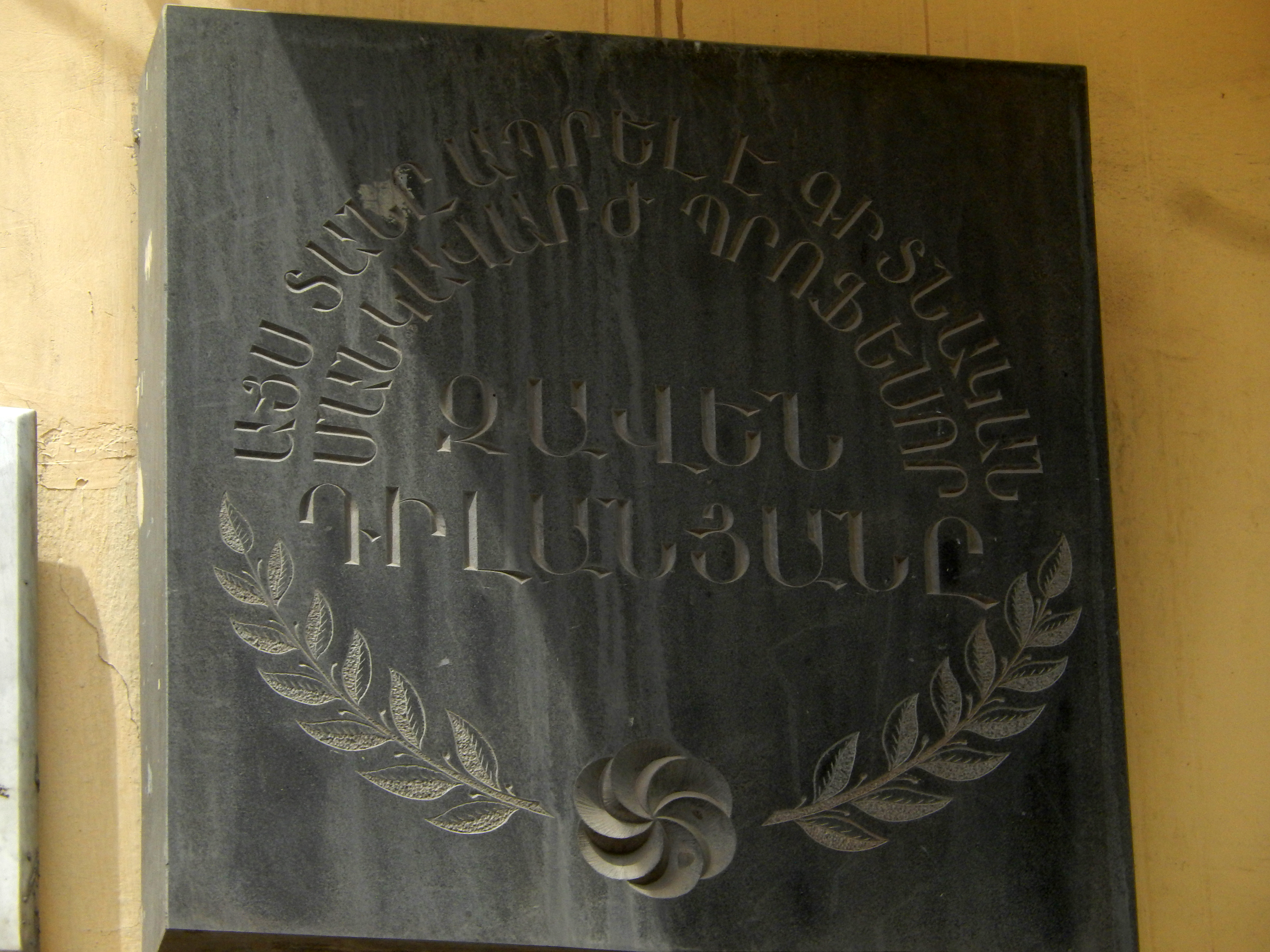

## یادداشت
1. ↑  տեխնիկական գիտությունների դոկտոր
2. ↑  Vologda State Milk Industry Academy